# 朱厚炫
益恭王朱厚炫（1500年8月24日—1577年10月9日），號一齋，是益端王朱祐檳的嫡次子、益莊王朱厚燁的弟弟，明太祖七世孙。
朱厚炫于1506年被封為崇仁王。1521年，因兴王朱祐杬世子朱厚熜登基，被大臣选中入继朱祐杬袭封兴王，但朱厚熜坚持追尊生父为帝，进士张璁《大礼或问》指“父子之恩天性也，不可绝也不可强为也”，此事最终未果，兴国并入皇室。但嘉靖二年（1523年），大臣争执兴献帝朱祐杬家庙享祀能否用天子才有资格使用的八佾乐舞时，又有人提出应该让朱厚炫袭封兴王，嘉靖九年（1530年）又有大臣如是提出。
1556年，他哥哥朱厚燁去世，没有子嗣，他袭位為益王。
朱厚炫在位二十一年，壽七十八歲，1577年薨逝，諡號恭王。

## 家庭

### 妻
- 妃吳氏

### 子女

#### 子
- 嫡長子：崇仁長子→益昭王（追封）朱載增
- 嫡次子：安東王朱載𡑡
- 嫡三子：舒城康簡王朱載𡊿
- 嫡四子：阜平懿簡王朱載㙫
- 嫡五子：銅陵恭簡王朱載壤

#### 女
- 宜春郡主
- 寧都郡主
- 瑞昌郡主